# Beitou, Jiangxi
Beitou är en köpinghuvudort i Kina. Den ligger i provinsen Jiangxi, i den sydöstra delen av landet, omkring 430 kilometer söder om provinshuvudstaden Nanchang. Antalet invånare är 19 763. Befolkningen består av 9 767 kvinnor och 9 996 män. Barn under 15 år utgör 20,0 %, vuxna 15-64 år 69 %, och äldre över 65 år 10,0 %.
Runt Beitou är det ganska tätbefolkat, med 179 invånare per kvadratkilometer. Beitou är det största samhället i trakten. I omgivningarna runt Beitou växer i huvudsak blandskog.
Genomsnittlig årsnederbörd är 2 068 millimeter. Den regnigaste månaden är maj, med i genomsnitt 388 mm nederbörd, och den torraste är oktober, med 15 mm nederbörd.